# سان جورجو مورگتو
سان جورجیو مورگتو (به ایتالیایی: San Giorgio Morgeto) یک کومونه در ایتالیا است که در استان رجیو کالابریا واقع شده‌است.

## خصوصیات
سان جورجیو مورگتو ۳۵٫۱ کیلومترمربع مساحت و ۳٬۳۵۶ نفر جمعیت دارد.

## خواهرخوانده
شهرهای ائوستا و San Luca خواهرخوانده‌های سان جورجیو مورگتو هستند.